# Amt Niepars
Das Amt Niepars liegt zentral im Landkreis Vorpommern-Rügen in Mecklenburg-Vorpommern (Deutschland), dem nördlichsten Landkreis des Bundeslandes Mecklenburg-Vorpommern. Im Amt Niepars haben sich die acht Gemeinden Groß Kordshagen, Jakobsdorf, Lüssow, Niepars, Pantelitz, Steinhagen, Wendorf und Zarrendorf zur Erledigung ihrer Verwaltungsgeschäfte zusammengeschlossen. Der Verwaltungssitz befindet sich in der Gemeinde Niepars. Seit dem 1. Januar 2004 gehört die Gemeinde Zarrendorf zum Amt. Zum 26. Mai 2019 wurden Kummerow und Neu Bartelshagen nach Niepars eingemeindet.
Das Amtsgebiet erstreckt sich westlich und südlich der Hansestadt Stralsund. Das Amt Niepars grenzt im Norden an das Amt Altenpleen, im Westen an die Ämter Franzburg-Richtenberg und Barth und im Süden an das Amt Miltzow. Im Norden grenzt ein Teil des Amtes an das Boddengewässer Grabow. Im Amtsgebiet befinden sich mehrere größere Seen, so der Borgwallsee und der Pütter See. Das Flüsschen Barthe entspringt im Amtsgebiet.
Wirtschaftlich spielen nur die Gewerbegebiete um Stralsund eine Rolle. Der Tourismus ist wenig entwickelt.

## Verkehr
Durch das Amt Niepars führen die Bundesstraßen 194, 105 und 96. Südlich des Amtes verläuft die Bundesautobahn 20.
Zwei Bahnstrecken durchqueren das Gebiet des Amtes Niepars:
- An der Bahnstrecke Stralsund–Rostock liegen die Haltepunkte Kummerow (Stralsund) und Martensdorf.
  - In Martensdorf hält alle zwei Stunden der Regionalexpress Rostock – Stralsund – Sassnitz der DB Regio AG.
  - Die Station Kummerow wird aktuell nicht genutzt.

- An der Bahnstrecke Stralsund–Neustrelitz liegt der Bahnhof Zarrendorf, der im Stundentakt bedient wird, und zwar abwechselnd
  - vom Regionalexpress Stralsund – Neustrelitz – Berlin – Falkenberg/Elster der DB Regio AG und
  - von den Zügen Stralsund – Neustrelitz der Ostseeland Verkehr GmbH.

## Die Gemeinden mit ihren Ortsteilen
- Groß Kordshagen mit Arbshagen und Flemendorf
- Jakobsdorf mit Berthke, Endingen, Grün Kordshagen und Nienhagen
- Lüssow mit Klein Kordshagen und Langendorf
- Niepars mit Buschenhagen, Duvendiek, Kummerow, Kummerow Heide, Lassentin, Martensdorf, Neu Bartelshagen, Neu Lassentin, Obermützkow, Wüstenhagen, Zansebuhr und Zühlendorf
- Pantelitz mit Pütte, Viersdorf und Zimkendorf
- Steinhagen mit Krummenhagen, Negast und Seemühl
- Wendorf mit Groß Lüdershagen, Neu Lüdershagen, Teschenhagen und Zitterpenningshagen
- Zarrendorf mit Neu Ahrendsee

## Belege
1. ↑  Statistisches Amt M-V – Bevölkerungsstand der Kreise, Ämter und Gemeinden 2023 (XLS-Datei) (Amtliche Einwohnerzahlen in Fortschreibung des Zensus 2011) (Hilfe dazu).